# Deryck Whibley
Deryck Jason Whibley (ur. 21 marca 1980 w Scarborough, Ontario) – kanadyjski muzyk i producent, gitarzysta, wokalista, autor tekstów i producent. Wspólnie z zespołem Sum 41 jest zdobywcą wielu Juno Award w kategorii muzyki punk.

## Młodość i Sum 41
Jako nastolatek grał w kilku zespołach, ale jego prawdziwa przygoda z muzyką rozpoczęła się w szkole średniej gdy spotkał Steve Jocza i Dave’a Baksha. Ich pierwszy zespół nazywał się The Powerful Young Hustlerz. Był to zespół hip hopowy, rapowali z Beastie Boys i N.W.A. Deryck i Steve stali się przyjaciółmi i założyli zespół o nazwie Kaspir. Grupa składała się z Whibleya (wokal), Jocza (perkusja), Marka Spicoluka (gitara basowa), Dave Baksha i Marca Costanzo (gitara). Po pewnym czasie z zespołu odeszli Spicoluk i Costanzo, zaś Deryck zastąpił jednego z gitarzystów. Zespół zmienił nazwę z Kaspir na Sum 41 i przyjął nowego członka - Cone’a McCaslina grającego na gitarze basowej. Wśród pierwszych piosenek, które Deryck napisał są "I Like Meat", "Astronaut" i "5-0 Grind".

## Kariera zawodowa
Pracował jako producent w "We Have an Emergency". W 2007 zmieszał debiutancki album nowego zespołu o nazwie "Permanent Me". Pomagał także w pracy nad albumem "The Best Damn Thing", swojej ówczesnej żony Avril Lavigne. Podczas pracy nad albumem był współproducentem, gitarzystą i gitarzystą basowym.
Oprócz kariery muzycznej, pracował jako aktor. Zagrał postać Tony’ego w filmie Dirty Love, oraz siebie samego w gościnnym występie w King Of The Hill.
W listopadzie 2007 Whibley zagrał na perkusji piosenkę "Pain for Pleasure". Stało się to gdy Sum 41 było na trasie z Finger Eleven, a pozostała część Strength in Numbers Tour została odwołana.

### Instrumenty
Deryck gra na gitarze 72 Fender Telecaster Deluxe. Ma ona kolor czarny i posiada charakterystyczny czerwony znak "X", który oprócz walorów dekoracyjnych ma przynosić szczęście. W przeszłości Deryck używał wielu gitar marki Gibson, między innymi Flying V, Les Paul, SG i Gibson Marauder (która była jego pierwszą gitarą). Właśnie pierwsza gitara Derycka (podarowany przez matkę Gibson Marauder) jest widoczna w niektórych wideoklipach zespołu, takich jak "Fat Lip", "What We're All About" i "In Too Deep". Zgodnie z opinią Rocksound magazyn, od października 2007 Deryck używa sprzętu '59 Les Paul Reissues, '52 Telecaster Reissues, Telefunken, mikrofonów Neumann, '52 Plexi 100 watt Marshall Head i kabli Spectraflex.

### Życie osobiste
Whibley od 15 lipca 2006 był mężem piosenkarki Avril Lavigne. 17 września 2009 ogłoszono, że para zamierza się rozwieść. Para złożyła pozew o rozwód w dniu 9 października 2009, powód rozstania nie jest dokładnie znany, ponieważ oboje bardzo chronią swoje życie prywatne. Deryck i Avril pozostali przyjaciółmi i nadal utrzymują ze sobą kontakt. Wiele domysłów snuło się wokół wspólnych tatuaży muzyków, które zrobili sobie w grudniu 2004 roku (serduszka z pierwszą literą imienia drugiej osoby), zastanawiano się czy para je usunie, jednak ci zdecydowali się obok serc umieścić nutkę, na znak ich miłości do muzyki.

## Filmy
| Rok  | Film       | Rola | Reżyser            |
| ---- | ---------- | ---- | ------------------ |
| 2005 | Dirty Love | Tony | John Mallory Asher |

## Dyskografia

### Sum 41
- Guling Kambing (1999/2000), producent
- Half Hour of Power (2000) wokal, gitara
- All Killer No Filler (2001), perkusja w "Pain for Pleasure"
- Does This Look Infected? (2002), perkusja w "Reign In Pain" i "WWVII Parts 1&2"
- Does This Look Infected Too? (2003), producent
- Chuck (2004), producent "Subject to Change"
- Go Chuck Yourself (2005/2006), producent wykonawczy
- Underclass Hero (2007), producent
- 8 lat Blood, Sake and Tears: The Best of Sum 41 2000-2008 (Greatest Hits JAPAN) (2008)
- All Good Shit (Greatest Hits) (2009)
- Screaming Bloody Murder (2011), producent

### Pozostałe
Gwiazdka (*) po nazwie albumu oznacza współpracę z Sum 41. 
- Różni wykonawcy - National Lampoon's Van Wilder (Soundtrack) * (2002), producent
- Various Artists - FUBAR: Album * (2002), producent, perkusja
- Various Artists - Spider-Man Soundtrack * (2002), producent
- Treble Charger - Detox (2002), producent, wokal i gitara
- No Warning - Ill Blood (2002), producent, aranżer, zarządzanie
- Iggy Pop - Skull Ring * (2003), producent, śpiew, gitara, autor tekstów
- No Warning - Suffer, Survive (2004), producent, aranżer, zarządzanie
- Various Artists - Fantastic 4: Album * (2004), wokalista, gitarzysta, autor tekstów
- Ludacris - Red Light District * (2004), gitara
- Various Artists - Rock Against Bush, Vol. 2 (2004), producent
- Various Artists - Killer Queen: A Tribute To Queen * (2005), wokal, piano
- Tommy Lee - Tommyland: Ride (2005), gitara
- Permanent Me - After The Room Clears (2007), mix
- The Operation M.D. - We Have An Emergency (2007), producent
- Avril Lavigne - The Best Damn Thing (2007), producent, gitara